# 鲍里斯 (名字)
鲍里斯是一个源自保加尔语的男性人名。鲍里斯主要流行于俄罗斯、白俄罗斯、乌克兰、保加利亚、塞尔维亚、波斯尼亚和黑塞哥维那、克罗地亚、北马其顿、黑山、斯洛伐克、斯洛文尼亚等其他东欧国家。